# Model Behavior (1982)
Model Behavior is een Amerikaanse romantische komedie uit 1982 onder regie van Bud Gardner. De hoofdrollen worden vertolkt door Richard Bekins en Bruce Lyons.

## Verhaal
Dino en Richie, twee jonge ondernemers die pas afgestudeerd zijn, willen de modewereld veroveren. Als modefotograaf en reclameman bluffen ze zich een weg naar modeshows en exclusieve evenementen. Al snel worden ze meegezogen in een wereld vol flitsende feesten en vluchtige affaires. Door wrijvingen, misverstanden en hun hectisch bestaan ontdekken ze echter gaandeweg wat echt belangrijk is in het leven.

## Rolverdeling
| Acteur            | Personage               |
| ----------------- | ----------------------- |
| Richard Bekins    | Richie                  |
| Bruce Lyons       | Dino                    |
| Anne Marie Howard | Becky (als Anne Howard) |
| Lisa McMillan     | Leslie Anthony          |
| Lorry Goldman     | Murry Golden            |
| Eric Boer         | Roger                   |
| John T. Quern     | Brandon                 |
| Gene Fanning      | Bartender               |
| Richard Barker    | Clerk                   |
| Antonio Fargas    | Monsieur Henri          |
| Cindy Harrell     | Serina                  |